# 교황 알렉산데르 2세
교황 알렉산데르 2세(라틴어: Alexander PP. II, 이탈리아어: Papa Alessandro II)는 제156대 교황(재위: 1061년 9월 30일 - 1073년 4월 21일)이다. 본명은 안셀모 다 바지오(이탈리아어: Anselmo da Baggio)이다.

## 생애
안셀모는 밀라노의 귀족 가문에서 태어났다. 1055년 신학 교육을 받아 사제로 서품된 그는 1057년에는 루카의 주교로 서임되었다. 루카의 주교가 된 그는 소바나의 일데브란도의 보좌를 받으며 성직매매를 억제하고 성직자들의 독신 생활을 강화하기 위해 노력하였다. 1059년 교황 니콜라오 2세가 반포한 칙령에 의거하여 1061년 치러진 교황 선거는 신성 로마 제국 황실의 재가를 받지 않았다.
그러자 신성 로마 제국은 예전처럼 후임 교황 후보로 파르마의 주교 카달루스를 지명하였다. 바젤에 소집된 교회회의에서 카달루스는 호노리오 2세라는 이름으로 교황으로 선언되었다. 그는 로마로 가서 오랫동안 알렉산데르 2세의 자리를 위협하였다. 그러나 결국에 호노리오 2세는 신성 로마 제국으로부터 버림을 받아 1064년 만토바에 소집된 교회회의에서 대립 교황으로 단죄받았다. 그리하여 알렉산데르 2세는 정통 교황으로 인정받아 그대로 자리를 보존할 수 있었다.
1065년 알렉산데르 2세는 나르본 자작 베렝가르와 나르본 교구장 귀프레드 주교에게 서신을 보내, 그들이 유대인 학살을 막은 것에 대해 칭찬하면서 하느님은 유혈사태를 바라지 않는다는 사실을 상기시켜 주었다. 같은 해에 그는 베네벤토의 란둘프 6세 공작에게 유대인을 강제로 개종시키려고 해서는 안 된다고 훈계하는 한편 스페인을 침공한 무어인들을 몰아낼 것을 요청하였다.
1066년 알렉산데르 2세는 훗날 정복왕 윌리엄이라는 이름으로 널리 알려진 기욤 드 바타르의 사절단을 맞이하였다. 당시 브르타뉴 정복을 성공적으로 마친 기욤이 로마에 사절단을 보낸 목적은 향후 있을 잉글랜드 정복에 대해 교황의 축복을 받고자 한 것이었다. 알렉산데르 2세는 사절단에게 성 베드로의 그림이 있는 깃발과 잉글랜드 성직자들에게 보낼 교황 칙서를 건네 주었다. 당시 칙서에 적힌 내용은 기욤이 잉글랜드 왕으로 즉위하는 것을 승인하며, 이를 축복한다는 것이었다.
이 같은 교황의 지지는 헤이스팅스 전투 이후 잉글랜드 교회의 항복을 이끌어내는데 중요한 요소가 되었다. 알렉산데르 2세는 잉글랜드의 색슨 왕가 말기에 중요한 네 교구가 불법적으로 설정되어 성직자들의 생활이 문란하고 지적 수준이 낮았으므로 기욤에게 사절을 보내어 왕위에 올라 개혁을 추진하게 하였다. 또한 캔터베리 대주교 자리를 성직매매를 통해 점거한 스키건드 대주교를 파직시키고, 개혁가이며 베크 수도원의 원장을 역임하고 캉 수도원의 아빠스였던 파비아의 랑프랑을 새 대주교로 임명하였다.
알렉산데르 2세는 라틴 교회의 경우 사순 시기 동안 '할렐루야'를 부르지 않도록 지시하였다. 여기에 더해 이후 전통 전례에서는 대림 시기 동안에도 '할렐루야'를 부르지 않게 되었다. 1073년 알렉산데르 2세가 사망하자 뒤를 이어 그를 최측근에서 보좌한 일데브란도가 그레고리오 7세라는 이름으로 교황좌에 착좌하였다.

## 같이 보기
- 교황 목록